# Битка при Албарасин
Битката при Албарасин се провежда в Албарасин и околните райони (Теруел) между 5 юли и 11 август 1937 г., по време на Гражданската война в Испания.

## Прелюдия
Арагонският фронт е от началото на войната второстепенен, но и основна цел за републиканците. Националистите поддържат слаба позиция, защитавайки голяма линия, която се простира от Пиренеите до град Теруел и оттам надолу до Монтес Универсалес и река Тахо. По този начин е примамлива цел за числено превъзхождащите републикански войски, особено Уеска и Теруел, които са обсадени. За да подкрепят републиканската офанзива при Брунете и да принудят националистите да поддържат войските си на този фронт, републиканците в Арагон планират да започнат малка офанзива при Албарасин.

## Битката

### Републиканска офанзива
Силите на 42-ра републиканска дивизия заемат позиции, за да атакуват града. Градът е със слаб гарнизон и републиканците са в командваща позиция.
На 5 юли републиканците пробиват вражеските линии и на 7-и успяват да влязат в града. 60-а смесена бригада извършва по-голямата част от операцията, подпомагана от другите две бригади. От друга страна, по-голямата част от 59-а бригада е насочена към Хеа де Албарасин, за да подсили позициите, докато 61-ва бригада отива към Монтерде. След настъплението на републиканците, повечето от франкистките защитници заемат позиции в по-високата част на Албарасин, докато Националистическа авиация бомбардира републиканските анклави; от този момент нататък републиканците са в отбрана.

### Контраатака на бунтовниците
Бунтовническите сили, съставени предимно от части на легиона и мароканските редовни части, започват настъплението си по пътищата, в Сиера де Албарасин Комарка. На 9 юли националистическите войски се реорганизират, за да формират три колони под командването на генерал Мигел Понте. Републиканските войски получават заповеди на 11 юли да запазят позицията си в Албарасин на всяка цена и да унищожат франкистката съпротива, която остава в някои от сградите на града, който е без храна и вода от 8-и. Националистите предприемат контраатака, която отблъсква републиканците и на 14 юли войските на Понте пробиват републиканските позиции и превземат Албарасин.
На 16-и, сред ожесточена съпротива на републиканците (които се възползват от терена на района) и тежки боеве, националистите възстановяват всички позиции, които са изгубили в началото на офанзивата.
Възползвайки се от инерцията от контраатаката, националистите се придвижват към Монтес Универсалес и отново пробиват републиканската съпротива, която не успява да се справи с настъплението на бунтовниците, а на 21-ви бунтовниците превземат няколко републикански града. На 31 юли републиканските сили се разпадат пред лицето на националистическата офанзива, която продължава през Монтес Универсалес. Националистите спират настъплението си и военните действия приключват на 11 август.

## Резултат
Битката не оказва влияние нито върху Арагонския фронт, нито върху битката при Брунете, въпреки че националистите се придвижват няколко километра напред, укрепвайки отбранителните си позиции на южния фланг на Теруел. Тази област остава доста спокойна до края на войната.